# GSC7633-1658
GSC7633-1658 — хімічно пекулярна зоря спектрального класу A0, що має видиму зоряну величину в смузі V приблизно 10,0.

## Пекулярний хімічний вміст
Зоряна атмосфера GSC7633-1658 має підвищений вміст 
Cr
.